# Dragon Fly (album)
| Recensione                        | Giudizio    |
| --------------------------------- | ----------- |
| AllMusic                          | [ 4 ]       |
| Robert Christgau                  | C+          |
| The New Rolling Stone Album Guide | [ 6 ]       |
| Sputnikmusic                      | 3.3 (Great) |
| Dizionario del Pop-Rock           | [ 8 ]       |
| 24.000 dischi                     | [ 9 ]       |

Dragon Fly è un album in studio del gruppo rock statunitense Jefferson Starship accreditato anche a Grace Slick e Paul Kantner; fu pubblicato nel settembre del 1974.

## Tracce
Lato A
1. Ride the Tiger – 5:06 (Byong Yu (t), Grace Slick (t), Paul Kantner (t e m)) – Registrato il 1º luglio 1974
2. That's for Sure – 4:56 (Jerry Gallup (t), Craig Chaquico (m)) – Registrato il 2 luglio 1974
3. Be Young You – 3:45 (Grace Slick (t e m)) – Registrato l'8 luglio 1974
4. Caroline – 7:27 (Marty Balin (t), Paul Kantner (m)) – Registrato il 3 luglio 1974

Lato B
1. Devil's Den – 3:59 (Grace Slick (t), Papa John Creach (m)) – Registrato il 9 luglio 1974
2. Come to Life – 3:44 (Robert Hunter (t), David Freiberg (m), Stephen Schuster (m)) – Registrato il 2 luglio 1974
3. All Fly Away – 5:24 (Tom Pacheco (t e m)) – Registrato l'11 luglio 1974
4. Hyperdrive – 7:39 (Grace Slick (t), Pete Sears (m)) – Registrato il 3 luglio 1974

## Formazione
- Grace Slick - voce, piano (brano: Be Young You)
- Paul Kantner - voce, chitarra ritmica
- Papa John Creach - violino
- Craig Chaquico - chitarra solista
- David Freiberg - tastiere (brani: Ride the Tiger, Be Young You e Caroline), basso (brano: That's for Sure), organo (brano: All Fly Away), voce, piano (brani: Devil's Den e Come to Life)
- John Barbata - batteria, percussioni
- Pete Sears - basso (in tutti i brani, eccetto in That's for Sure), piano (brani: That's for Sure, Caroline, All Fly Away e Hyperdrive), clavicembalo (brano: Caroline), organo (brano: Hyperdrive)
- Marty Balin - voce (brano: Caroline)

Note aggiuntive
- Jefferson Starship e Larry Cox - produttori
- Pat Ieraci (Maurice) - coordinatore della produzione
- Registrazioni e mixaggi effettuati al Wally Heider's di San Francisco, California (Stati Uniti)
- Larry Cox - ingegnere delle registrazioni
- Steve Mantoani - recordist
- Bill Thompson - manager
- Bill Laudner - road manager
- Acy Lehman / Frank Mulvey - art directors copertina album originale
- Peter Lloyd - illustrazioni copertina album originale[10]

## Classifica
Album
| Anno | Classifica    | Posizione raggiunta |
| ---- | ------------- | ------------------- |
| 1974 | Billboard 200 | 11                  |

Singoli
| Anno | Titolo del brano | Classifica        | Posizione raggiunta |
| ---- | ---------------- | ----------------- | ------------------- |
| 1974 | Ride the Tiger   | Billboard Hot 100 | 84                  |